# Саммит ШОС в Нью-Дели (2023)
Саммит Шанхайской организации сотрудничества—2023 (хинди शंघाई सहयोग संगठन शिखर सम्मेलन 2023, кит. упр. 2023 年上海合作组织峰会, англ. Shanghai Cooperation Organization Summit 2023) — ежегодное заседание Совета глав государств — членов организации, прошедшее в 23-й раз 4 июля 2023 года в режиме видеоконференции.

## Предыстория
Индия активно участвует в работе Шанхайской организации сотрудничества с момента получения в 2005 году статуса государства — наблюдателя и став полноправным государством — членом объединения по итогам астанинского саммита 2017 года наряду с соседним Пакистаном, впервые председательствовала в данной организации.
Первоначально предполагалось, что нью-делийский саммит, как и предыдущий самаркандский пройдёт в очном формате. Однако в последний момент было решено провести его в режиме видеоконференцсвязи.
Вот лишь некоторые причины, по которым саммит ШОС—2023 прошёл в онлайн-формате:
- Нежелание Индии ссориться с ключевыми странами мира.

«Если бы президент России прибыл на саммит лично, это могло бы вызвать бурные обсуждения в западных СМИ и поднять ненужные вопросы в отношениях с Западом»— Андрей Куприянов, руководитель Центра Индоокеанского региона ИМЭМО РАН
- Неготовность некоторых лидеров государств — членов ШОС принять участие в саммите очно.

В таких обстоятельствах онлайн-формат был более удобен для всех членов организации.
- Влияние ситуации с конфликтом между Россией и Китаем.

Две страны — основательницы Шанхайской организации сотрудничества находились в состоянии острого конфликта с Западом со времён Холодной войны. Эта ситуация стала отличительной чертой саммита.

## Участники

### Главы государств и делегаций
Страна-хозяйка и лидер выделены жирным шрифтом. Главы остальных государств — членов и государств — наблюдателей организации, а также приглашённые гости указаны в алфавитном порядке русского языка.
- Индия — премьер-министр Нарендра Моди (председатель)[7]
- Беларусь — президент Александр Лукашенко[8]
- Иран — президент Ибрагим Раиси[9]
- Казахстан — президент Касым-Жомарт Токаев[10]
- Китай — председатель Си Цзиньпин[11]
- Кыргызстан — президент Садыр Жапаров[12]
- Монголия — президент Ухнаагийн Хурэлсух[13]
- Пакистан — премьер-министр Шахбаз Шариф[14]
- Россия — президент Владимир Путин[15]
- Таджикистан — президент Эмомали Рахмон[16]
- Туркменистан — президент Сердар Бердымухамедов[17]
- Узбекистан — президент Шавкат Мирзиёев[18][19]

### Руководители постоянно действующих органов ШОС
- генеральный секретарь Чжан Мин[20]
- директор Исполнительного комитета Региональной антитеррористической структуры Руслан Мирзаев

### Руководители международных организаций
- ООН — генеральный секретарь Антониу Гутерриш[21]
- ЕАЭС — председатель Коллегии Евразийской экономической комиссии Михаил Мясникович[22]
- ОДКБ — генеральный секретарь Имангали Тасмагамбетов[23]
- СВМДА — генеральный секретарь Кайрат Сарыбай[24]
- СНГ — генеральный секретарь Сергей Лебедев[25]

## Повестка дня
Тема саммита—2023 — «На пути к безопасному ШОС» (кит. упр. 迈向安全的上海合作组织; англ. «Towards a SECURE SCO»).
При этом слово SECURE в аббревиатуре  девиза, под которым проходили как непосредственно сам саммит, так и индийское председательство в целом, включает в себя не только безопасность (англ. security) как таковую, но и такие понятия, как «экономика и торговля» (англ. economy and trade), «взаимосвязанность» (англ. connectivity), «единство» (англ. unity), «уважение суверенитета и территориальной целостности» (англ. respect for sovereignty and territorial integrity) и «окружающая среда» (англ. environment).
Эту аббревиатуру премьер-министр Индии Нарендра Моди предложил ещё в 2018 году на циндаоском саммите.
В соответствии с повесткой дня нью-делийского саммита на встрече были рассмотрены актуальные вопросы дальнейшего углубления многопланового сотрудничества в рамках ШОС, расширения и совершенствования деятельности организации.

## Документы
По итогам заседания Совета глав государств подписаны и приняты следующие документы:
1. Нью-Делийская декларация Совета глав государств — членов Шанхайской организации сотрудничества.
2. Решение Совета глав государств — членов Шанхайской организации сотрудничества об утверждении Стратегии экономического развития Шанхайской организации сотрудничества на период до 2030 года.
3. Решение Совета глав государств — членов Шанхайской организации сотрудничества о завершении процедуры приема Исламской Республики Иран в члены Шанхайской организации сотрудничества и предоставлении ей статуса государства — члена ШОС.
4. Решение Совета глав государств — членов ШОС о долевых взносах государств — членов ШОС в связи с предоставлением Исламской Республике Иран статуса государства — члена ШОС.
5. Решение Совета глав государств — членов Шанхайской организации сотрудничества о подписании Меморандума об обязательствах Республики Беларусь в целях получения статуса государства — члена Шанхайской организации сотрудничества.
6. Решение Совета глав государств — членов Шанхайской организации сотрудничества об объявлении города Алматы (Республика Казахстан) туристической и культурной столицей Шанхайской организации сотрудничества в 2023—2024 гг.
7. Решение Совета глав государств — членов Шанхайской организации сотрудничества об утверждении Концепции сотрудничества государств — членов ШОС по декарбонизации транспорта, продвижению цифровой трансформации и инновационных технологий для достижения более высокой эффективности и устойчивости.
8. Решение Совета глав государств — членов Шанхайской организации сотрудничества о Положении об Исполнительном комитете Региональной антитеррористической структуры ШОС.
9. Решение Совета глав государств — членов Шанхайской организации сотрудничества о подписании Меморандума между Секретариатом Шанхайской организации сотрудничества и Программой Организации Объединенных Наций по окружающей среде.
10. Решение Совета глав государств — членов Шанхайской организации сотрудничества об утверждении Доклада Генерального секретаря Шанхайской организации сотрудничества о деятельности Шанхайской организации сотрудничества за период с сентября 2022 года по июль 2023 года.
11. Решение Совета глав государств — членов Шанхайской организации сотрудничества об утверждении Доклада Совета Региональной антитеррористической структуры Шанхайской организации сотрудничества о деятельности Региональной антитеррористической структуры Шанхайской организации сотрудничества в 2022 году.
12. Заявление Совета глав государств — членов Шанхайской организации сотрудничества о противодействии радикализации, ведущей к терроризму, сепаратизму и экстремизму.
13. Заявление Совета глав государств — членов Шанхайской организации сотрудничества по сотрудничеству в области цифровой трансформации.

## Результаты
Саммит стал свидетельством приверженности организации делу содействия миру, стабильности и сотрудничеству в регионе. Благодаря конструктивному диалогу и сотрудничеству государства — члены подтвердили свои общие ценности и цели, заложив основу для более процветающего и безопасного будущего для всех. Поскольку ШОС продолжает развиваться и расширять свою роль на мировой арене, саммит подчеркнул важность многосторонности и коллективных действий в решении сложных проблем, стоящих перед международным сообществом.
По итогам саммита его участники приняли главный итоговый документ — Нью-Делийскую декларацию, в которой были зафиксированы цели и задачи по дальнейшему развитию взаимодействия, отражены консолидированные подходы по актуальным международным вопросам.
Иран стал девятым государством — членом Шанхайской организации сотрудничества.
Беларусь также стала на шаг ближе к вступлению в ШОС — подписан меморандум об обязательствах в целях получения права полноправного членства в организации.
Председательство в организации на период 2023—2024 гг. перешло к Казахстану.